# Dermea piceina
Dermea piceina är en svampart som beskrevs av J.W. Groves 1946. Dermea piceina ingår i släktet Dermea och familjen Dermateaceae.   Inga underarter finns listade i Catalogue of Life.